# James Stewart
James Stewart (Vinegar Hill, 20. svibnja 1908. – Beverly Hills, 2. srpnja 1997.),  bio je američki filmski i kazališni glumac.

## Životopis
James je bio jedini sin od troje djece Alexandera i Elizabeth Stewart. Njegov otac, kojeg su svi u gradiću zvali Alex, bio je vlasnik male trgovine željezarije. Mladi James je često preuzimao ulogu muškarca u kući, zbog očevog svojevoljnog izbivanja. Sve je to ostavilo traga na Jamesu, posebice u razvijenom osjećaju odgovornosti, ali i naglašenom zaštitničkom odnosu prema ženama, koji je stekao brinući se o majci i dvjema sestrama. Naglašena pristojnost, ali jednako tako seksualna suzdržanost, druga su strana njegova karaktera, koji je u velikoj mjeri unosio u svoje  filmske uloge.
Od njega se očekivalo da preuzme obiteljski posao, no završivši studij arhitekture na sveučilištu Princeton, pobunio se i odlučio se baviti glumom, profesijom koju je njegov otac prezirao. Ocu se nije svidjelo ni što mu je sin do četrdesete godine izbjegavao oženiti se i zasnovati obitelj, nego je ostao dječak u srcu, zabavljao se i snimao filmove - sve dok nije otišao u rat. 

### Sudjelovanje u Drugom svjetskom ratu
Nedugo nakon što je 1940. dobio Oscara za glavnu ulogu u filmu Filadelfijska priča redatelja Georgea Cukora, bio je regrutiran te je rat proveo kao vojni pilot, uglavnom na europskom bojištu.
Pet godina kasnije, nakon brojnih borbenih zadaća - jedna od posljednjih bila je napad na Berlin - Stewart se vratio kao višestruko odlikovan junak, ali i kao izmijenjena osoba. Unatoč tome što se i dalje često smijao, vidljivo je bilo da su strahote rata duboko utjecale na njega. S njegova je lica nestao dječački izraz, zamijenio ga je grublji i stroži izgled. Do kraja života izbjegavao je razgovore o svojim ratnim iskustvima, no bilo je očigledno da je ono što je vidio i doživio u tih pet godina, i dalje živjelo u njemu. Iako je kasnije ostao u pričuvnom sastavu američke vojske, nikada više nije pristao glumiti ratne heroje niti je želio sudjelovati u filmovima koji su glorificirali rat. Ipak, podupirao je rat u Vijetnamu. Za vrijeme rata u zrakoplovstvu napreduje do čina pukovnika, a 1968. rezervu napušta s činom brigadnog generala.

### Privatni život
Filmom se počeo baviti odmah nakon završetka studija 1932., najprije u New Yorku, a 1935. je otišao u Hollywood. Nije mu dugo trebalo da se počne ponašati na uobičajeno razuzdan holivudski način, u čemu mu je pomagao njegov već malo iskusniji prijatelj Henry Fonda, s kojim je dijelio stan još za njihova boravka u New Yorku. Preko Fondine djevojke Lucille Bali, James Stewart je upoznao Ginger Rogers, tada već veliku zvijezdu, dva puta razvedenu, koja je imala čast da bude prva djevojka s kojom je spavao.
Iz toga doba je i jedna od mnogo puta prepričavanih zgoda o ludostima dvojice prijatelja: u silnoj želji da upoznaju tajnovitu Gretu Garbo, koja im je bila prva susjeda, Stewart i Fonda su jedne večeri, pod utjecajem alkohola, pokušali iskopati tunel ispod visokog zida kojim je bila opasana njezina vila. Nisu uspjeli, no Garbo se, navodno, upravo zbog njihove smiješne upornosti uskoro odselila.
Jedna od Stewartovih najozloglašenijih mladenačkih ljubavnih avantura bila je ona s Marlene Dietrich, s kojom je 1939. glumio u filmu Destry ponovno jaše. Prema raznim izvorima, glumica je tijekom te veze zatrudnjela, ali je pobacila na Stewartov nagovor.  Pojedinosti ovog događaja nikad nisu dokraja razjašnjene. Njemački književnik Erich Maria Remarque, koji je bio scenarist filma, u svojem dnevniku ovako opisuje razvoj ove veze: 
Marlene je sa Stewartom spavala od samog početka. Za nju je to bilo čarobno, poput sna, ali je istodobno bila i sretna i nesretna, jer nikad nije znala koliko će njihova ljubav trajati. On joj je, naime, kazao da nije zaljubljen, da si to ne može priuštiti. Marlene nije htjela pobaciti, ali je na kraju popustila njegovoj želji...
Stewartovi pobornici upozoravaju kako se ne smije zaboraviti da je i Remarque bio zaluđen Dietrichovom te da se njegove opaske iz dnevnika mogu čitati i kao ljubomorom izazvane izjave kojima se na neki način želio osvetiti suparniku. U svakom slučaju, Marlene Dietrich je bila ljubavnica kakvu James Stewart dotad nije imao. Bilo joj je 38 godina, sedam više od njega, i bila je poznata po razuzdanom seksualnom ponašanju. No, kad je njezin odnos postao opsesivan - glumica je u svojem apartmanu načinila neku vrst oltara posvećenog svojem ljubavniku, ukrašenog njegovim fotografijama i cvijećem - on se počeo povlačiti. Kad je unajmila privatnog detektiva kako bi otkrio istinu o njegovoj vezi s Olivijom de Havilland, koju je njihova filmska kuća MGM koristila u reklamne svrhe puštajući informacije i o mogućem braku, Stewartu je bilo dosta.
Marlene Dietrich je patila zbog prekida pa ga u memoarima, objavljenima 1987., jedva i spominje, a kad i govori o njemu, opisuje ga kao smušenog i neduhovitog glupana.
Nakon raskida veze, u vrijeme dok se prema planovima MGM-a "viđao" s Olivijom de Havilland, Stewart je tajnovito održavao pravu vezu s Lorettom Young, jednom od zvijezda koja je već bila s Clark Gable, Spencer Tracy, David Niven i Tyrone Power. Godinama kasnije Young je novinarima priznala da se u to vrijeme "molila Bogu da je Jimmy zaprosi."Pa iako je neko vrijeme, ponukan stalnim očevim nagovorima, razmišljao o tome, nije ju zaprosio.
Odnos s Katharine Hepburn, koja mu je 1940. bila partnerica u komediji Filadelfijska priča, nije nikad prešao razinu uobičajenog flerta s partnericama. Kao strastveni ljubitelj letenja Stewart ju je htio impresionirati svojim umijećem, znajući kako je ona imala vezu s Howardom Hughesom, također vrsnim avijatičarem. No, za vrijeme leta toliko su se posvađali da je nervozni Stewart jedva sigurno spustio letjelicu. Nakon toga se odnos među njima ohladio.
I na početku vojne službe, dok je još boravio u bazi u blizini Los Angelesa, Stewart je 1942. imao kratkotrajnu, ali burnu, vezu s popularnom pjevačicom i ne baš uspješnom glumicom Dinah Shore. Prema riječima njegovih prijatelja, Stewart i Shore su se čak odlučili vjenčati, no čini se da se on predomislio u zadnji čas, kad su već bili na putu u Las Vegas.
Vrativši se iz rata, James Stewart je 1946. glumio u fantastičnom ostvarenju Franka Capre Divan život, koji je poslije postao jedan od njegovih najpoznatijih filmova, iako je, kad se počela prikazivati, zbog neobičnog crnog humora i nadrealne priče o čovjeku opsjednutom samoubojstvom, loše prošla na kinoblagajnama.
Nakon brojnih ljubavnih avantura James Stewart je tek 1948. upoznao svoju buduću suprugu. Gloria Hatrick McLean bila je 11 godina mlađa, pripadnica imućne njujorške obitelji. Njezin otac Edgar Hatrick imao je tvrtku koja je prikazivala filmske vijesti u kinodvoranama, pa je i Gloria u mladosti započela s karijerom u show businessu. Radila je kao model, a poslije je počela uzimati satove plesa u želji da postane glumica. No, brzo se zasitila show businessa i shvatila da je bolje baviti se onime što joj najbolje ide, uživanjem u lovu, pecanju i golfu. Tako je upoznala i Echvarda Bealea McLeana II., sina bogatog novinskog izdavača, s kojim je dobila dva sina, Ronalda rođenog 1943. i tri godine mlađeg Michaela. No već 1947. brak se raspada, pa se Gloria s djecom preselila u Los Angeles. Stewarta je upoznala zahvaljujući Garyju Cooperu i njegovoj supruzi Rocky, koji su, naime, pomislili da bi mlada udovica bila idealna životna družica za njihovog 40-godišnjeg prijatelja, te su organizirali večeru na kojoj su ih odlučili spojiti. 
Odmah sam shvatio da je ona nešto posebno, nešto profinjeno. To je bila djevojka o kojoj sam oduvijek sanjao, koja bi jednako dobro izgledala na luksuznoj jahti ili običnoj splavi, pričao je poslije prijateljima.
Gloriji je prvo bračno iskustvo donijelo veliko razočaranje pa ju je život s razmaženim bogatunom koji se nakon vjenčanja još više nego ranije opijao i trčao za drugim ženama, učinilo opreznom i ranjivom. No, James Stewart je bio potpuno drukčiji od njezinog prvog muža, racionalan i pristojan muškarac, koji će biti dobar otac njezinim sinovima, ali i koji će joj omogućiti da i dalje živi život na visokoj nozi na koji se naviknula.
Nekoliko mjeseci nakon što su počeli izlaziti, Stewart je započeo snimati film Priča o Strattonu, svoj prvi komercijalni uspjeh nakon povratka iz rata. Partnerica mu je bila June Allyson, u to doba zaručnica glumca Dicka Powella. Partnerstvo Stewarta i Allysonove u tom filmu smatra se jednim od najuspješnijih "filmskih" brakova jer je bilo poprilično ispunjeno iskrenim emotivnim nabojem - njih su dvoje, naime, godinu ranije imali prilično ozbiljnu vezu. No, taj odnos nije poremetio odnos Stewarta i Glorije.
Gloria i Jimmy su bili idealni jedno za drugo. On je svoje djevojke mrzio odvoditi u restorane gdje bi ga oblijetali fotografi, više je volio pozvati ih kući, gdje bi u dvorištu pekao roštilj. Ako im se to nije svidjelo, i ako bi radije odlazile u luksuzne restorane, onda nisu bile za njega. Gloriji se to svidjelo, a uz to, dijelili su isti smisao za humor, u Eliotovoj se biografiji tih dana prisjeća June Allyson.
Priča o Strattonu je premijerno prikazan u Radio City Music Hallu 12. svibnja 1949. i odmah je postigao veliki uspjeh donijevši studiju MGM te godine četiri milijuna dolara. Stewart je pozvao Gloriu da mu pomogne pripremiti njegovu rođendansku zabavu 20. svibnja i cijeli je dana pripremao govor. Na kraju, tog je poslijepodneva, prije nego što je, dok je klečao, zamuckujući ju je uspio zaprositi, Gloria je kazala: da.
"Na moje veliko iznenađenje" kasnije je u šali znao prepričavati prijateljima.
Glasine o skorom vjenčanju ubrzo su se proširile Hollywoodom, a najzanimljiviji dar par je dobio od indijanskog plemena Apaša koji su u to vrijeme statirali u vesternu Slomljena strijela što ga je Stewart snimao s Delmerom Davesom. Indijanci su cijenili njegovo razumijevanje njihove kulture, pa su mu se propisno odužili: darovali su mu 52 indijanska pokrivača, 40 pari mokasinki, 11 košulja od jelenje kože, 37 ogrlica i 13 košara od pruća.
Par se vjenčao četiri mjeseca kasnije, 9. kolovoza 1949., a na opće iznenađenje Stewartov kum nije bio njegov najbolji prijatelj Henry Fonda, što su okupljeni protumačili kao iskrenu želju da momački život doista ostavi iza sebe.
Nedugo nakon vjenčanja počela su se prikazivati dva filma koji će Stewarta definitivno potvrditi kao velikog glumca u vesternima, već spomenuta Slomljena strijela i još uspješniji Winchester '73, prvi od pet vesterna u nizu s redateljem Anthonyjem Mannom. U to doba Stewart je shvatio kako bi bilo pametnije da manje glumi u komedijama kakvima se proslavio dok je bio mlađi te da se usredotoči na karakterne uloge.
Početkom 1951. obitelj se preselila u novu vilu na Beverly Hillsu, a 7. svibnja, nakon kompliciranog porođaja, njgova supruga je donijela na svijet blizanke Kelly i Judy. Nakon još nekoliko uspješnih filmova, posebice Mannovog Na okuci rijeke, Stewart doživljava prvu obiteljsku tragediju: 2. kolovoza 1953. majka Elizabeth mu umire od srčanog udara, a on skrhan bolom, cijele noći plače u rukama svoje supruge.
Iduća godina donosi mu još jedan veliki filmski uspjeh, ali i najveću provjeru ljubavi prema Gloriji. U doba dok je emotivno još duboko potresen smrću majke, s Alfredom Hitchcockom snima Prozor u dvorište, a partnerica mu je tadašnja ljubimica Hollywooda Grace Kelly. Stewart nikad nije priznao da se zaljubio u nju, premda su mnogi vjerovali da su njih dvoje tijekom snimanja bili ljubavnici. Tek je 1987. Jamesu Spadi, piscu biografije Grace Kelly, rekao:
Mnogo me stvari impresioniralo kod nje, a najviše to što je bila toliko nevjerojatno ljubazna prema svima za vrijeme snimanja, pa sam katkad imao osjećaj kao da s njom uopće ne glumim. Zaista je bila posebna.
Piscu biografije Alfreda Hitchcocka kasnije je, pak, rekao da su svi bili jednostavno ludi za njom te bi ujutro jedva dočekali da se pojavi na snimanju.
Iako su priče o Stewartovu posebnom odnosu prema svojim partnericama bile česta tema razgovora u Hollywoodu, on je pokušavao zaštititi obitelj od glasina koje i njegova supruga nije shvaćala ozbiljno. Ipak, znala je da je do četrdesete bio samac te se družio s nekima od najljepših žena na svijetu. No, 1977., u jednom od svojih rijetkih intervjua, nakon 27 godina braka, progovorila je o svojim sumnjama.
Činjenica da je Jimmy radio s najglamuroznijim ženama na svijetu, poput Kim Novak, Grace Kelly, Joan Fontaine, Doris Day ili Marlene Dietrich, donosila mi je neugodu i strah da će mu jednog dana neka od njih postati zanimljivija od mene. Zamišljala sam kako će jednom zazvoniti telefon i kako će mi Jimmy objašnjavati da do kasno mora raditi u studiju ili da će ostati na pokeru s dečkima. Ali, moram priznati da mi nikada nije dao niti jednog povoda za sumnju ili ljubomoru. Što je glumica s kojom je radio bila atraktivnija, to je bio pažljiviji prema meni. I to je vjerojatno jedan od razloga zbog kojih je naš brak potrajao toliko dugo.
Usprkos reputaciji Grace Kelly, koja je, navodno, spavala sa svim svojim filmskim partnerima bez obzira na njihove godine ili bračni status, Stewart na koncu, usprkos velikim kušnjama, nije pokleknuo pred njezinim čarima. Da nije bilo tako Grace i Gloria vjerojatno ne bi postale bliske prijateljice kakve su i ostale do kraja glumičinog života.
Ta je, 1955. godina, bila još po nečemu posebna za njega. Časopis Look proglasio ga je najpopularnijom filmskom zvijezdom na svijetu, koja je prekinula trogodišnju vladavinu  Johna Waynea. Pedesete su za Stewarta bile iznimno uspješne. Snimio je čak 23 filma, od kojih su mnogi uvršteni u klasike filmske umjetnosti. S Hitchcockom je 1956. snimio i Čovjek koji je previše znao, a dvije godine kasnije Vrtoglavicu, remek-djelo koje je, međutim, u to doba loše prošlo u kinodvoranama. Slavni redatelj optuživao je Stewarta da je prestar te da je to jedan od razloga neuvjerljivosti filma kod publike pa ga je u svojem idućem filmu Sjever-sjeverozapad zamijenio  Caryjem Grantom - koji je bio četiri godine stariji od njega, ali je izgledao mlađe. Na početku šezdesetih snimio je i tri filma s redateljem  Johnom Fordom: Čovjek koji je ubio Libertyja Valancea, Kako je osvojen Divlji zapad, te Suton Čejena.
Dvije godine nakon premijere "Libertyja Valancea", 1964., Stewart i njegov mladi posinak Michael zahladili su odnose - zbog stava o ratu u Vijetnamu. Stewart je, naime, opravdavao američku intervenciju, dok je Michael bio protiv nje. Igrom sudbine, i Stewart se u mladosti sukobljavao s ocem zbog njegovih konzervativnih stavova, a sad ih je sam zagovarao. Osim toga je, poput oca, tvrdoglavo smatrao da ima pravo pa se između njega i Michaela godinama uzdizao zid nerazumijevanja i netolerancije. Tih godina se udaljio i od starog prijatelja Henryja Fonde, jer su se i Fondina djeca, Peter i Jane, javno protivila vijetnamskom ratu. Za razliku od brata, stariji posinak Ronald bio je pravo oličenje američkog domoljublja. Čim je završio studij, 1967., pridružio se marincima, no već godinu kasnije, 8. lipnja 1968., upravo dok je Stewart s Fondom snimao komediju Klub Čejena, Ronald je poginuo kad je njegova postrojba upala u zasjedu. Bile su mu 24 godine. Pogibija sina nije promijenila Stewartov stav prema ratu u Vijetnamu, nego je samo učvrstila njegovu desničarsku orijentaciju, no na neki je način i pomogla jer se nakon toga poboljšao njegov odnos s mlađim posinkom Michaelom.
Poslije tragičnog događaja Stewart više nije snimio niti jedan važniji film. Nakon nekoliko ispodprosječnih ostvarenja, okrenuo se televiziji, nadajući se da će u starijoj dobi ondje pronaći novu publiku. Iskušao se u dva televizijska serijala, no nijedan nije zaživio. Već pomalo umoran od glume, napokon je odlučio otići u mirovinu. Povremeno je pisao poeziju i nastupao kao gost u TV showu Johnnyja Carsona, no inače se rijetko pojavljivao u javnosti.
Tijekom 80-ih borio se s bolestima - srčanim tegobama, tumorom kože, gluhoćom i senilnošću - i gubitkom voljene supruge, koja je umrla 1994., nakon dulje borbe sa zloćudnim tumorom. James Stewart umro je tri godine kasnije, 2. srpnja 1997., u dobi od 89 godina, od zastoja srca, dok je na večer, ležeći na kauču, gledao televiziju.
Od svih američkih glumaca nastupio je u najviše priznatih remek-djela, podjednako uspješno u svim žanrovima, čime je popularnost održao do duboke starosti. 

## Filmografija
- Ubojica 1935.
- Volimo se sljedeći put 1936.
- Rose Marie 1936.
- Djevojka iz gradića1936.
- Supruga ili sekretarica 1936.
- Brzina 1936.
- Hussy je divan 1936.
- Rođena plesačica 1936.
- Posljednji mafijaš 1937.
- Ne možeš uzeti sve 1938.
- Anđeo s greškom 1938
- Gospođa puna života 1938.
- Gospodin Smith ide u Washington 1939.
- Destry ponovo jaše 1939.
- Mali dućan 1940.
- Ubojita oluja 1940.
- Filadelfijska priča 1940.
- Divan život 1946.
- Čarobni grad 1947.
- Northside 777 1948.
- Uže 1948.
- Moraš biti sretan 1948.
- Priča o Strattonu 1949.
- Winchester '73 1950.
- Slomljena strijela 1950.
- Malaga 1950.
- Elwood P. Dowd, Harvey 1950.
- Glavni zgoditak 1950.
- Nebo nema cestu 1952.
- Najveća zabava na svijetu 1952.
- Carbine Williams 1952.
- Na okuci rijeke 1952.
- Gola mamuza 1953.
- Thunder Bay 1953.
- Priča o Glennu Milleru 1954.
- Prozor u dvorište 1954.
- Daleka zemlja 1955.
- Zrakoplovni stožer 1955.
- Čovjek iz Laramiea 1955
- Čovjek koji je previše znao 1956.
- Spirit of St. Louis 1957.
- Noćni prolaz 1957.
- Vrtoglavica 1958.
- Zvono, knjiga i svijeća  1959.
- Anatomija jednog umorstva1959.
- F.B.I. priča  1959.
- Planinska cesta 1960.
- Jahali su zajedno  1961.
- Čovjek koji je ubio Libertyja Valancea 1962.
- Mr. Hobbs ide na odmor 1962.
- Kako je osvojen Divlji zapad 1962.
- Uzmi je, moja je 1963.
- Suton Cheyennea 1964.
- Draga Brigitta 1965.
- Prerija časti )1965.) 1965.
- Rijetke zvijerke  1966.
- Feniksov let 1966.
- Firecreek 1968.
- Bandolero! 1968.
- Klub Cheyennea 1970.
- Sajam budala 1971.
- Ovo je zabava 1974.
- Strijelac 1976.
- Airport '77 1977.
- Zaspati zauvijek 1978.
- Lassiena čar 1978.